# Lago Dal
Il lago Dal, situato nella città di Srinagar, è il secondo lago più grande nello Stato del Jammu e Kashmir, lungo circa sei chilometri, con un'elevazione media di 1.583 metri, la sua profondità massima è di 6 metri nella sua parte più profonda nel lago Nigeen, quella media di 1,4 m. Il lago si estende su una superficie di 18 chilometri quadrati e fa parte di una zona umida naturale che copre 21,1 chilometri quadrati, compresi i suoi giardini galleggianti di fiori di loto.

## Geografia
Il lago è diviso da argini in quattro bacini: Gagribal, Lokut Dal, Bod Dal e Nigeen (anche se il lago Nigeen è anche considerato come indipendente). Lokut-Dal e Bod Dal hanno ciascuno un'isola al centro, rispettivamente Rup Lank (o Chinari Char) e Sona Lank. Sulla riva del lago, si allunga un viale con molti grandi alberghi; ci sono poi i giardini Mughal, come Shalimar Bagh e Nishat Bagh, costruiti durante il regno dell'imperatore Mughal Jahangir. Durante la stagione invernale, la temperatura raggiunge a volte i -11 °C e si ha il congelamento del lago dove si può camminare e pattinare.

### Condizioni
Il governo si impegna contro l'eutrofizzazione del lago, cioè l'eccessivo accrescimento degli organismi vegetali acquatici che si ha per effetto della presenza nell'ecosistema acquatico di dosi troppo elevate di sostanze nutritive come azoto, fosforo o zolfo, provenienti da fonti naturali o antropiche (come i fertilizzanti e gli scarichi civili). L'accumulo di tali elementi causa la proliferazione di alghe microscopiche che, a loro volta, non essendo smaltite dai consumatori primari, determinano una maggiore attività batterica; aumenta così il consumo globale di ossigeno e la mancanza di quest'ultimo provoca alla lunga la morte dei pesci.

## Turismo
Il lago Dal è parte integrante del turismo ed è soprannominato "Srinagar's Jewel", fonte importante per l'attività commerciale nella pesca d'acqua e negli impianti di raccolta oltre che per le famose house boats o case galleggianti del Kashmir e le shikara.